# Коммунистическая партия Сербии
Коммунистическая партия Сербии (серб. Комунистичка партија Србије, сербохорв. Комунистичка партиjа Србиjе / Komunistička partija Srbije) основана в мае 1945 года как сербское подразделение Коммунистической партии Югославии. Была правящей партией в СР Сербии с 1945 по 1990 год. В 1952 году, после VI конгресса Коммунистической партии Югославии, Коммунистическая партия Сербии была переименована в Союз коммунистов Сербии (серб. Савез комуниста Србије).

## История
В 1981 году Союз коммунистов Сербии включал 907 672 членов (из которых 203 350 Союз коммунистов Воеводины и 91 381 — Союз коммунистов Косово).
Республиканские отделения Косово и Воеводины были связаны с Союзом коммунистов Сербии как его «неотъемлемые части». После 8-й сессии Центрального комитета Союза коммунистов Сербии в 1987 году партия перешла под контроль популистской фракции во главе с Слободаном Милошевичем. Милошевич успокоил националистов в Сербии, пообещав снизить уровень автономии в автономных краях Косово и Воеводина. Эта политика усилила межэтническую напряжённость в отношениях с другими республиками и национальностями и привела к Югославским войнам. В начале 1990-х годов растущая межэтническая напряжённость между республиками Югославии привела к распаду федеральной партии.
При объединении Союза коммунистов Сербии и Социалистического союза трудового народа Сербии 17 июля 1990 года возникла Социалистическая партия Сербии, прямой наследник КП Сербии.

## Лидеры
- Секретари Окружного комитета КПЮ в Сербии
  - Благое Нешкович (1941—1945)
- Секретари Центрального комитета Коммунистической партии Сербии
  - Благое Нешкович  (1945—1948)
  - Петар Стамболич (1948 — март 1957)
  - Йован Веселинов (март 1957 — сентябрь 1966)
- Председатели Центрального комитета Союза коммунистов Сербии
  - Добривое Радосавлевич (сентябрь 1966 — февраль 1968)
  - Петар Стамболич (февраль 1968 — ноябрь 1968)
  - Марко Никезич (ноябрь 1968 — 26 октября 1972)
  - Тихомир Влашкич (26 октября 1972 — май 1982)
  - Душан Чкребич (май 1982 — 17 мая 1984)
  - Иван Стамболич (май 1984 — май 1986)
  - Слободан Милошевич (май 1986 — 24 мая 1989)
  - Богдан Трифунович (24 мая 1989 — 16 июля 1990)